# Jerome Courtland
Jerome Courtland (Knoxville, 27 de dezembro de 1926 – Santa Clarita, 1 de março de 2012) foi um ator, diretor e produtor norte-americano. Ele atuou em filmes nas décadas de 1940, 1950 e 1960, e na televisão nas décadas de 1950 e 1960. Courtland também apareceu na Broadway no musical Flahooley no início da década de 1950. Dirigiu e produziu séries de televisão nas décadas de 1960, 1970 e 1980. Como militar, serviu no Teatro do Pacífico da Segunda Guerra Mundial.

## Biografia

### Ator
Jerome "Jerry" Courtland nasceu Courtland Jourolmon Jr. em 27 de dezembro de 1926 em Knoxville, Tennessee. Aos 17 anos, participou de uma festa de Hollywood com sua mãe, uma cantora profissional. Uma reunião casual com o diretor Charles Vidor levou a um teste de tela na Columbia Pictures e a um contrato de sete anos. A estreia de Courtland foi na comédia de Vidor de 1944, Together Again, antes de se juntar ao exército, prestando serviço no Pacífico.
Após a guerra, Courtland estrelou ao lado de Shirley Temple em Kiss and Tell , seguido por aparições em mais de uma dúzia de filmes, incluindo The Man From Colorado (1949), Battleground (1949), The Palomino (1950), The Barefoot Mailman (1951), e Take the High Ground (1953).
Ele era um piloto licenciado e treinado em acrobacias.
Em 1951, Courtland estrelou na Broadway como protagonista romântica no musical de curta duração Flahooley, com Barbara Cook. Retornando à Califórnia, ele foi visto com frequência em papéis de convidado em filmes como Western Rifleman e Death Valley Days.
Em 1957, ele estrelou em seis episódios da Disneyland nas minissérie The Saga of Andy Burnett, a história de um Pittsburgh, Pensilvânia, o homem que vem a oeste para as Montanhas Rochosas. Essa foi uma tentativa da Walt Disney de acompanhar o sucesso da primeira minissérie da televisão, Davy Crockett. Em 1958, o convidado de Courtland estrelou um episódio da série de televisão ocidental The Rifleman. Sua voz foi ouvida cantando a música-título durante os créditos no filme Old Yeller. Em 1959, ele desempenhou o papel de tenente do exército Henry Nowlan no filme da Disney Tonka. Também naquele ano, ele narrou o curta da Arca de Noé da Disney, indicado ao Oscar no ano seguinte como Melhor Curta-Metragem (Cartum).
Courtland estrelou a série de televisão 1959-1960 Tales of the Vikings, como o personagem principal, Leif. Ele pintou o cabelo e a barba loira para o papel. A série foi produzida pela Bryna Productions de Kirk Douglas e durou 39 episódios.
Courtland foi escalado como jornalista William Byers no episódio 1965, "The Race em Cherry Creek", na televisão sindicado série antológica, Death Valley Dias, apresentado por Ronald Reagan. Na história, Byers corre contra o tempo para publicar o primeiro jornal no Território do Colorado durante o ano da corrida ao ouro de 1859. Seu Rocky Mountain News se tornou a primeira publicação no território. Embora fortemente encorajado na busca por sua esposa Elizabeth (Nancy Rennick), o assessor de imprensa de Byers, Andy Kate (Alvy Moore), é pessimista sobre suas chances de publicar primeiro.
Courtland morreu em 1 de março de 2012 de doença cardíaca no vale de Santa Clarita, Califórnia.

## Filmografia
- Together Again (1944) - Gilbert Parker
- Kiss and Tell (1945) - Dexter Franklin
- The Man from Colorado (1949) - Johnny Howard
- Battleground (1949) - Johnny
- Make Believe Ballroom (1949) - Gene Thomas
- Tokyo Joe (1949) - Danny
- Battleground (1949) - Abner Spudler
- A Woman of Distinction (1950) - Jerome
- The Palomino (1950) - Steve Norris
- When You're Smiling (1950) - Gerald Durham
- Santa Fe (1951) - Terry Canfield
- The Texas Rangers (1951) - Danny Carver
- Sunny Side of the Street (1951) - Ted Mason
- The Barefoot Mailman (1951) - Steven Pierton
- Cripple Creek (1952) - Larry Galland
- Take the High Ground! (1953) - Elvin C. Carey
- The Bamboo Priso (1954) - Arkansas
- The Rifleman (1958, TV Series) - Johnny Gibbs
- Tonka (1958) - Lt. Henry Nowlan
- O sole mio (1960)
- Queen of the Seas (1961) - Peter Goodwin
- Café Oriental (1962) - Michael
- Tharus Son of Attila (1962) - Tharus
- Black Spurs (1965) - Sam Grubbs
- The Restless Ones (1965)
- Escape to Witch Mountain (1975)
- Ride a Wild Pony (1975)